# Revista Lux
A revista Lux é uma publicação da Masemba, Lda. 
Esta revista é sobre celebridades e tem periodicidade semanal. Foi pela primeira vez para as bancas a 8 de maio de 2000, editada pela Media Capital Edições, e teve como primeiro diretor Carlos Pissarra que depois foi substituído por Felipa Garnel.
Em Junho de 2016 passou a ser dirigida por Ana Cáceres Monteiro. 
Houve também um programa na TVI com o nome da revista, que estreou pouco depois do arranque da publicação.
O lançamento da Lux foi acompanhado por uma forte campanha de publicidade nos produtos da Media Captial e não só.
Em 2010 a Lux lançou o seu portal na internet.
A editora que a publica, a Masemba, Lda. , tem também uma publicação dedicada ao público feminino, a revista mensal LuxWoman, também dirigida por Ana Cáceres Monteiro desde junho de 2016.